# Xian de Susong
Le xian de Susong (宿松县 ; pinyin : Sùsōng Xiàn) est un district administratif de la province de l'Anhui en Chine. Il est placé sous la juridiction de la ville-préfecture d'Anqing.

## Démographie
La population du district était de 787 126 habitants en 1999.